# Торесен, Ян
Не путать с норвежским хоккеистом Jan Roar Thoresen (род. 1940), участником зимних Олимпийских игр 1964.
Ян То́ресен (норв. Jan Thoresen; род. 1 декабря 1968, Осло) — норвежский кёрлингист.
В составе мужской сборной Норвегии участник зимних Олимпийских игр 1998 (стали бронзовыми призёрами). Участник пяти чемпионатов мира (лучший результат — бронзовые призёры в 2006), четырёх чемпионатов Европы (лучший результат — бронзовые призёры в 1995). Четырёхкратный чемпион Норвегии среди мужчин. В составе юниорской мужской сборной Норвегии участник двух чемпионатов мира (лучший результат — бронзовые призёры в 1987).
Играл в основном на позициях первого, второго и третьего.

## Достижения
- Зимние Олимпийские игры: бронза (1998).
- Чемпионат мира по кёрлингу среди мужчин: бронза (2006).
- Чемпионат Европы по кёрлингу: бронза (1995).
- Чемпионат Норвегии по кёрлингу среди мужчин: золото (1995, 1996, 2006, 2007).
- Чемпионат мира по кёрлингу среди юниоров: бронза (1987).

## Команды
| Сезон   | Четвёртый         | Третий          | Второй              | Первый               | Запасной                                                                      | Турниры                                          |
| ------- | ----------------- | --------------- | ------------------- | -------------------- | ----------------------------------------------------------------------------- | ------------------------------------------------ |
| 1986—87 | Антон Гримсмо     | Торе Торвбротен | Ян Торесен          | Dag Skjelstad        |                                                                               | ЧМЮ 1987                                         |
| 1989—90 | Антон Гримсмо     | Ян Торесен      | Christian Skaug     | Hans Olav Sørholt    |                                                                               | ЧМЮ 1990 (6 место)                               |
| 1994—95 | Эйгиль Рамсфьелл  | Ян Торесен      | Торе Торвбротен     | Антон Гримсмо        | Шур Лоэн                                                                      | ЧЕ 1994 (4 место)                                |
| 1994—95 | Эйгиль Рамсфьелл  | Антон Гримсмо   | Ян Торесен          | Торе Торвбротен      | Шур Лоэн                                                                      | ЧМ 1995 (5 место)                                |
| 1995—96 | Эйгиль Рамсфьелл  | Ян Торесен      | Торе Торвбротен     | Антон Гримсмо        | Шур Лоэн                                                                      | ЧЕ 1995                                          |
| 1995—96 | Эйгиль Рамсфьелл  | Антон Гримсмо   | Ян Торесен          | Торе Торвбротен      | Шур Лоэн                                                                      | ЧМ 1996 (4 место)                                |
| 1997—98 | Эйгиль Рамсфьелл  | Ян Торесен      | Стиг-Арне Гуннестад | Антон Гримсмо        | Торе Торвбротен                                                               | ЗОИ 1998                                         |
| 1999—00 | Пол Трульсен      | Ларс Вогберг    | Флемминг Давангер   | Бент Онунн Рамсфьелл | Ян Торесен тренер: Оле Ингвальдсен                                            | ЧМ 2000 (7 место)                                |
| 2003—04 | Томас Ульсруд     | Торгер Нергор   | Томас Дуэ           | Ян Торесен           | Томас Лёвольд тренер: Оле Ингвальдсен                                         | ЧЕ 2003 (5 место)                                |
| 2004—05 | Томас Ульсруд     | Торгер Нергор   | Томас Дуэ           | Ян Торесен           |                                                                               |                                                  |
| 2005—06 | Томас Ульсруд     | Торгер Нергор   | Томас Дуэ           | Ян Торесен           | Кристофер Све тренер: Оле Ингвальдсен                                         | ЧНМ 2006 · ЧМ 2006                               |
| 2006—07 | Томас Ульсруд     | Торгер Нергор   | Томас Дуэ           | Ян Торесен           | Кристофер Све Петтер Моэ (ЧЕ) Томас Лёвольд (ЧМ) тренер: Оле Ингвальдсен (ЧМ) | ЧЕ 2006 (5 место) · ЧНМ 2007 · ЧМ 2007 (8 место) |
| 2007—08 | Тормод Андреассен | Томас Дуэ       | Челль Берг          | Ян Торесен           |                                                                               |                                                  |

(скипы выделены полужирным шрифтом)